# Liste der Naturdenkmale in Eppenrod
Die Liste der Naturdenkmale in Eppenrod nennt die im Gemeindegebiet von Eppenrod ausgewiesenen Naturdenkmale (Stand 20. Mai 2024).

## Naturdenkmale
| Nr.         | Bezeichnung | Lage                         | Beschreibung                                                           | Bild                          |
| ----------- | ----------- | ---------------------------- | ---------------------------------------------------------------------- | ----------------------------- |
| ND-7141-402 | Alte Linde  | Hauptstraße, bei Nr. 16 Lage | Tilia platyphyllos, um 1790 gepflanzt, 23 m hoch bei 1,5 m Durchmesser | mehr Fotos \| Fotos hochladen |
| ND-7141-405 | Stieleiche  | Hauptstraße, bei Nr. 21 Lage | Quercus robur, um 1740 gekeimt, 18 m hoch bei 1,4 m Durchmesser        | mehr Fotos \| Fotos hochladen |

## Ehemalige Naturdenkmale
| Nr. | Bezeichnung          | Lage                                   | Beschreibung                                                 | Bild                                    |
| --- | -------------------- | -------------------------------------- | ------------------------------------------------------------ | --------------------------------------- |
|     | Winterlinde          | Bornstraße, bei Nr. 12 Lage            | Tilia cordata; vor 2011 gefällt, Rechtsverordnung aufgehoben | Direkt Bild zu diesem Denkmal hochladen |
|     | Kaiser-Wilhelm-Linde | Isselbacher Straße, vor Nr. 6 (?) Lage | Tilia sp.; vor 2011 gefällt, Rechtsverordnung aufgehoben     | Direkt Bild zu diesem Denkmal hochladen |